# Rea Garvey
Raymond Michael Garvey, detto Rea (Tralee, 3 maggio 1973), è un cantautore e chitarrista irlandese.
Nel 1998, Rea Garvey formò il gruppo musicale Reamonn, rimanendone il frontman per undici anni e incontrando un certo successo di vendite, con una serie di album certificati d'oro e platino, come Tuesday, Dream No. 7, Beautiful Sky, Wish e l'antologico Eleven. In seguito allo scioglimento della band, Garvey si prese del tempo per intraprendere una carriera solista, inaugurata con il disco Can't Stand the Silence.

## Carriera da solista
Come artista solista, Garvey scrisse canzoni per numerosi artisti, tra cui Paul van Dyk, Jam & Spoon, Roger Cicero e The BossHoss, e collaborò con Apocalyptica, In Extremo, Mary J. Blige, Jam & Spoon, The BossHoss e ATB. Nel 2005, incise con Nelly Furtado il brano All Good Things (Come to an End) per il suo album del 2006, Loose. I due furono anche in tournée insieme in Francia e nei Paesi Bassi nel 2007.
Garvey mostrò per la prima volta il suo interesse per la musica elettronica nel 2001, nella title track Be Angeled per il film Loveparade, collaborando per la prima volta con il duo di DJ Jam & Spoon. La canzone venne eseguita per la prima volta in memoria di Mark Spoon all'inizio della Love Parade nel luglio 2006. Nel 2002 Garvey realizzò con Xavier Naidoo una cover del brano di Falco Jeanny, mentre nel 2007 comparve nella traccia Let Go dell'album di Paul van Dyk In Between.
Garvey fu anche uno dei quattro coach della versione tedesca di The Voice, The Voice of Germany per entrambe le stagioni. Il vincitore della seconda stagione fu uno dei suoi artisti, il cantautore britannico Nick Howard.
Nel 2005, Garvey, insieme a Xavier Naidoo, Sasha e il comico Michael Mittermeier resero omaggio al Rat Pack con un'esibizione dal vivo chiamata Alive & Swingin' , organizzata per aiutare la società di beneficenza di Garvey, Saving an Angel. Il trio di artisti riscosse un grande successo e replicarono l'esperienza con due tour, uno nel 2011 e un altro nel 2014.

## Discografia

### Album in studio
| Titolo                  | Dettagli                                                                                | Posizione in classifica | Posizione in classifica | Posizione in classifica | Certificazioni  |
| Titolo                  | Dettagli                                                                                | AUT                     | GER                     | SWI                     | Certificazioni  |
| ----------------------- | --------------------------------------------------------------------------------------- | ----------------------- | ----------------------- | ----------------------- | --------------- |
| Can't Stand the Silence | - Pubblicazione: 30 settembre 2011 - Etichetta: Island - Formati: CD, download digitale | 25                      | 4                       | 23                      | - BVMI: Platino |
| Pride                   | - Pubblicazione: 2 May 2014 - Etichetta: Island - Formati: CD, download digitale        | 12                      | 5                       | 9                       | - BVMI: Platino |
| Prisma                  | - Pubblicazione: 2 ottobre 2015 - Etichetta: Island - Formati: CD, download digitale    | 13                      | 2                       | 18                      | - BVMI: oro     |
| Neon                    | - Pubblicazione: 23 marzo 2018 - Etichetta: Island - Foramti: CD, download digitale     | 7                       | 2                       | 7                       | - BVMI: oro     |
| Hy Brasil               | - Pubblicazione: 20 novembre 2020 - Etichetta: Island - Formati: CD, download digitale  | 14                      | 7                       | 7                       |                 |

### Singoli

#### Come artista principale
| Year | Singolo                                        | Posizione in classifica | Posizione in classifica | Posizione in classifica | Certificazioni              | Album                                |
| Year | Singolo                                        | AUT                     | GER                     | SWI                     | Certificazioni              | Album                                |
| ---- | ---------------------------------------------- | ----------------------- | ----------------------- | ----------------------- | --------------------------- | ------------------------------------ |
| 2008 | "Hallelujah"                                   | 58                      | —                       | —                       |                             | Barfuss (colonna sonora)             |
| 2011 | "Can't Stand the Silence"                      | 65                      | 17                      | —                       | - IFPI AUT: Platino         | Can't Stand the Silence              |
| 2012 | "Colour Me In"                                 | 28                      | 12                      | 46                      |                             | Can't Stand the Silence              |
| 2012 | "Heart of an Enemy"                            | —                       | 47                      | —                       |                             | Can't Stand the Silence              |
| 2012 | "Wild Love"                                    | 6                       | 18                      | 60                      | - BVMI: Oro                 | Can't Stand the Silence — The Encore |
| 2014 | "Can't Say No"                                 | 41                      | 32                      | 49                      |                             | Pride                                |
| 2014 | "Oh My Love" (ft. Amy Macdonald)               | 36                      | 35                      | 42                      |                             | Pride                                |
| 2015 | "It's a Good Life"                             | —                       | 43                      | 40                      |                             | Pride                                |
| 2015 | "War"                                          | —                       | —                       | —                       |                             | Prisma                               |
| 2015 | "Armour"                                       | —                       | 86                      | —                       |                             | Prisma                               |
| 2015 | "Stronger Than Ever" (MarieMarie & Rea Garvey) | —                       | 85                      | —                       |                             | Nessun album                         |
| 2015 | "Fire"                                         | —                       | —                       | —                       |                             | Prisma                               |
| 2018 | "Is It Love?" (ft. Kool Savas)                 | 18                      | 20                      | 12                      | - BVMI: Oro - IFPI AUT: Oro | Neon                                 |
| 2018 | "Hometown"                                     | —                       | —                       | 94                      |                             | Neon                                 |
| 2018 | "Beautiful Life"                               | —                       | —                       | —                       |                             | Neon                                 |
| 2018 | "Kiss Me"                                      | —                       | 91                      | 39                      |                             | Neon                                 |
| 2019 | "Let's Be Lovers Tonight"                      | —                       | —                       | —                       |                             | Neon                                 |
| 2020 | "Talk to Your Body"                            | —                       | —                       | —                       |                             | Hy Brasil                            |
| 2020 | "Hey Hey Hey"                                  | —                       | —                       | —                       |                             | Hy Brasil                            |
| 2020 | "The One" (ft. Vize)                           | 21                      | 57                      | —                       | - BVMI: Oro - IFPI AUT: Oro | Hy Brasil                            |

#### Come artista ospite
| Year | Singoli                                                           | Posizione in classifica | Posizione in classifica | Posizione in classifica | Certificazioni   | Album                     |
| Year | Singoli                                                           | AUT                     | GER                     | SWI                     | Certificazioni   | Album                     |
| ---- | ----------------------------------------------------------------- | ----------------------- | ----------------------- | ----------------------- | ---------------- | ------------------------- |
| 2001 | "Be Angeled" (Jam & Spoon ft. Rea Garvey)                         | 15                      | 16                      | 53                      |                  | be.angeled soundtrack     |
| 2004 | "Set Me Free (Empty Rooms)" (Jam & Spoon ft. Rea Garvey)          | 57                      | 22                      | —                       |                  | Tripomatic Fairtales 3003 |
| 2006 | "Liam" (In Extremo ft. Rea Garvey)                                | —                       | 51                      | —                       |                  | Mein Rasend Herz          |
| 2006 | "All Good Things (Come to an End)" (Nelly Furtado ft. Rea Garvey) | 1                       | 1                       | 1                       | - BVMI: Platinum | Loose                     |
| 2007 | "Let Go" (Paul van Dyk ft. Rea Garvey)                            | —                       | 21                      | —                       |                  | In Between                |
| 2010 | "Each Tear" (Mary J. Blige ft. Rea Garvey)                        | —                       | —                       | —                       |                  | Stronger with Each Tear   |
| 2011 | "Heroes" (con Nena, Xavier Naidoo & The BossHoss)                 | 50                      | 28                      | —                       |                  | Die Highlights            |

## Riconoscimenti
- 2010 - Echo: categoria Honour Echo for Social Engagement'
- 2012 - DIVA: categoria Music Artist of the Year[6]
- 2021 - Free European Song Contest come miglior canzone per The One